# S Circini
S Circini är en kortperiodisk förmörkelsevariabel av Algol-typ (EA) i Cirkelpassarens stjärnbild.
Stjärnan har en fotografisk magnitud mellan 10,8 och 12,1 med en period av 9,976596 dygn.